# Цезар и Клеопатра (филм)
Цезар и Клеопатра (енгл. Caesar and Cleopatra) је британски филм који је заснован на истоименој представи Џорџа Бернарда Шоа. Филм је режирао Габријел Паскал, док главне улоге играју: Клод Рајнс и Вивијен Ли.

## Улоге
| Глумац             | Улога                      |
| ------------------ | -------------------------- |
| Клод Рајнс         | Јулије Цезар               |
| Вивијен Ли         | Клеопатра                  |
| Стјуарт Грејнџер   | Аполодор                   |
| Флора Робсон       |                            |
| Франсис Л. Саливан | Потиније                   |
| Базил Сидни        | Руфио                      |
| Сесил Паркер       | Британије                  |
| Рејмон Лавел       | Луције Септимије           |
| Ернест Тесиџер     | Теодот                     |
| Ентони Харви       | Птолемеј                   |
| Роџер Мур          | римски војник (непотписан) |
| Џин Симонс         | харфиста                   |